# Amphinema dinema
Amphinema dinema is een hydroïdpoliep uit de familie Pandeidae. De poliep komt uit het geslacht Amphinema. Amphinema dinema werd in 1810 voor het eerst wetenschappelijk beschreven door Péron & Lesueur. 